# Gicrantus
Gicrantus  (лат.) — род прыгающих насекомых из семейства цикадок (Cicadellidae). Южная Америка. Длина 8 мм. Скутеллюм крупный, его длина больше длины пронотума. Голова мелкая, отчётливо уже пронотума; лоб широкий и короткий. Глаза и оцеллии относительно крупные; глаза полушаровидные. Клипеус длинный и широкий. Эдеагус асимметричный, длинный с 3 шипиками в срединной части. Сходны по габитусу с Megalidia, отличаясь деталями строения гениталий. Род включают в состав подсемейства Coelidiinae.
- Gicrantus scutellaris Linnavuori, 1956 — Боливия, Перу typus
  - =Coelidia scutellaris Linnavuori